# 小行星37729
小行星37729（37729 Akiratakao）是一颗绕太阳运转的小行星，为主小行星带小行星。该小行星于1996年10月14日发现。
該小行星以日本神經內科醫生及業餘天文學家高尾明命名。

## 轨道参数
小行星37729的轨道半长轴为389 649 716 km，2.6046104 UA，离心率为0.192。